# Conflicto del este del Congo de 2012-2013
Conflicto del este del Congo de 2012-2013 fue un conflicto en Kivu del Norte, en la República Democrática del Congo (RDC), fue un conflicto entre el Movimiento de 23 de marzo y las fuerzas gubernamentales. La rebelión fue parte de los continuos combates en la región después del final formal de la segunda guerra del Congo en 2003. Estalló en 2012 y acabó en el 2013, cuando se llegó a un acuerdo de paz entre once naciones africanas y las tropas del M23 se rindieron en Uganda.
En abril de 2012, soldados del antiguo Congreso Nacional para la Defensa del Pueblo (CNDP) se amotinaron contra el gobierno de la República Democrática del Congo y el contingente de la MONUSCO. Los amotinados formaron un grupo rebelde llamado Movimiento 23 de marzo (M23), también conocido como el Ejército Revolucionario Congoleño. Estaba compuesto por exmiembros del CNDP, dirigido por Nkunda, y supuestamente patrocinado por el gobierno del vecino estado de Ruanda.
El 20 de noviembre de 2012, los rebeldes del M23 tomaron el control de Goma, capital provincial de Kivu del Norte con una población de un millón de personas. A finales de noviembre de ese año, el conflicto había obligado a más de 140,000 personas a huir de sus hogares, según la agencia de refugiados de la ONU, además de los refugiados que ya habían sido expulsados de sus hogares por rondas previas de enfrentamientos en la región. Después de repeler un contraataque del gobierno mal organizado y obtener más ganancias, el M23 acordó retirarse de Goma por su cuenta y abandonó la ciudad a principios de diciembre.
El 24 de febrero de 2013, once naciones africanas firmaron un acuerdo diseñado para llevar la paz a la región. En octubre de 2013, el Congo dijo a la ONU que el movimiento M23 estaba prácticamente terminado después de haber sido expulsado a un área pequeña cerca de Ruanda. El 7 de noviembre de 2013, tras importantes derrotas ante una ofensiva gubernamental respaldada por la ONU, las tropas del M23 cruzaron a Uganda y se rindieron.

## Antecedentes

La provincia del Kivu Norte en la República Democrática del Congo

En marzo de 2009, el Congreso Nacional para la Defensa del Pueblo (CNDP) firmó un tratado de paz con el gobierno, el cual consistía en hacerse un partido político a cambio de la liberación de sus miembros encarcelados.
El 4 de abril de 2012, empezó a correr la noticia de que al menos 300 soldados de la RDC habían desertado en una región cerca de Goma después de haber sido atacados. Según el portavoz del M23 Vianney Kazarma, el ataque era debido al fraude de Joseph Kabila en las elecciones generales del Congo en 2011.

## El Conflicto

### Inicio de las hostilidades

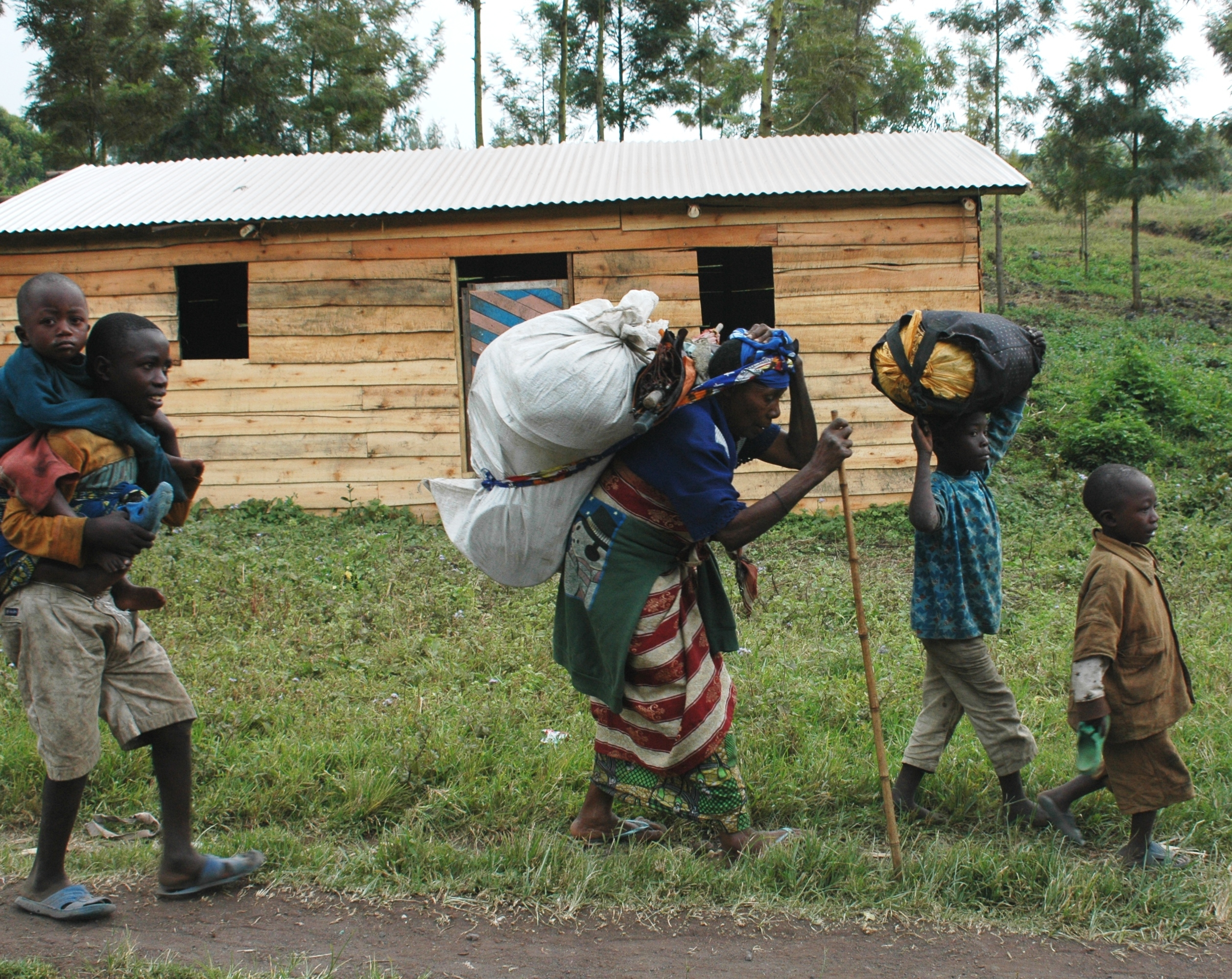
Pobladores de Mutaho huyen a Goma después del segundo día (21 de mayo de 2013) de combates entre elementos del M23 y soldados del gobierno congoleño

Jason Stearns informó el 4 de mayo de 2012 que el coronel Sultani Makengo se había afiliado al M23. Stearns comentó que eso era "un desarrollo significativo, ya que Makengo había sido el segundo oficial más alto de la jerarquía en la estructura de Amani Leo como el comandante adjunto de Kivu del Sur".
El 6 de julio de 2012, el M23 atacó y tomó la ciudad de Bunagana, que estaba a menos de un kilómetro de la frontera con Uganda. Aproximadamente 600 tropas de la RDC huyeron a través de la frontera y tomaron refugio en Uganda. Los rebeldes publicaron una declaración que decía que cesarían su ofensiva si el gobierno estaba de acuerdo en negociar la paz con ellos. Las Naciones Unidas condenaron los ataques rebeldes en la región después de que unas fuerzas de pacificación de la India fueran asesinadas durante un combate en la zona.
El 8 de julio, los rebeldes capturaron Rutshuru, a 70 kilómetros al norte de Goma, la capital de la provincia de Kivu Norte. Hacia el 10 de julio, eran 40 kilómetros los que hacían falta para llegar a Goma. Los testigos dijeron que los rebeldes parecían estar tomando ciudades y pueblos con facilidad, con tropas del gobierno que por lo general se retiraban. Las ciudades de Rubare y Ntamugenga también habían caído según los rebeldes.
El 20 de julio, el M23 y las fuerzas del gobierno intercambiaron fuego de armas pesadas alrededor de Kibumba y Rugari, obligando a miles de civiles a huir hacia Goma. Los helicópteros de las Fuerzas de paz de las Naciones Unidas se vieron encabezadas hacia la primera línea. La situación de seguridad en el Congo del Este se describió como que cada día empeoraba más.

### Ofensiva del M23 en noviembre
Los enfrentamientos estallaron otra vez en noviembre de 2012, con informes de fuego pesado y explosiones cerca de Goma. Ambos lados culparon al otro del brote de hostilidades. Las fuerzas del gobierno afirmaron que los rebeldes del M23 sufrieron 110 muertos, una afirmación que los rebeldes negaron. El ejército congoleño utilizó tanques y helicópteros en los enfrentamientos, sin embargo, esto no evitó que los rebeldes se acercaran más a Goma.

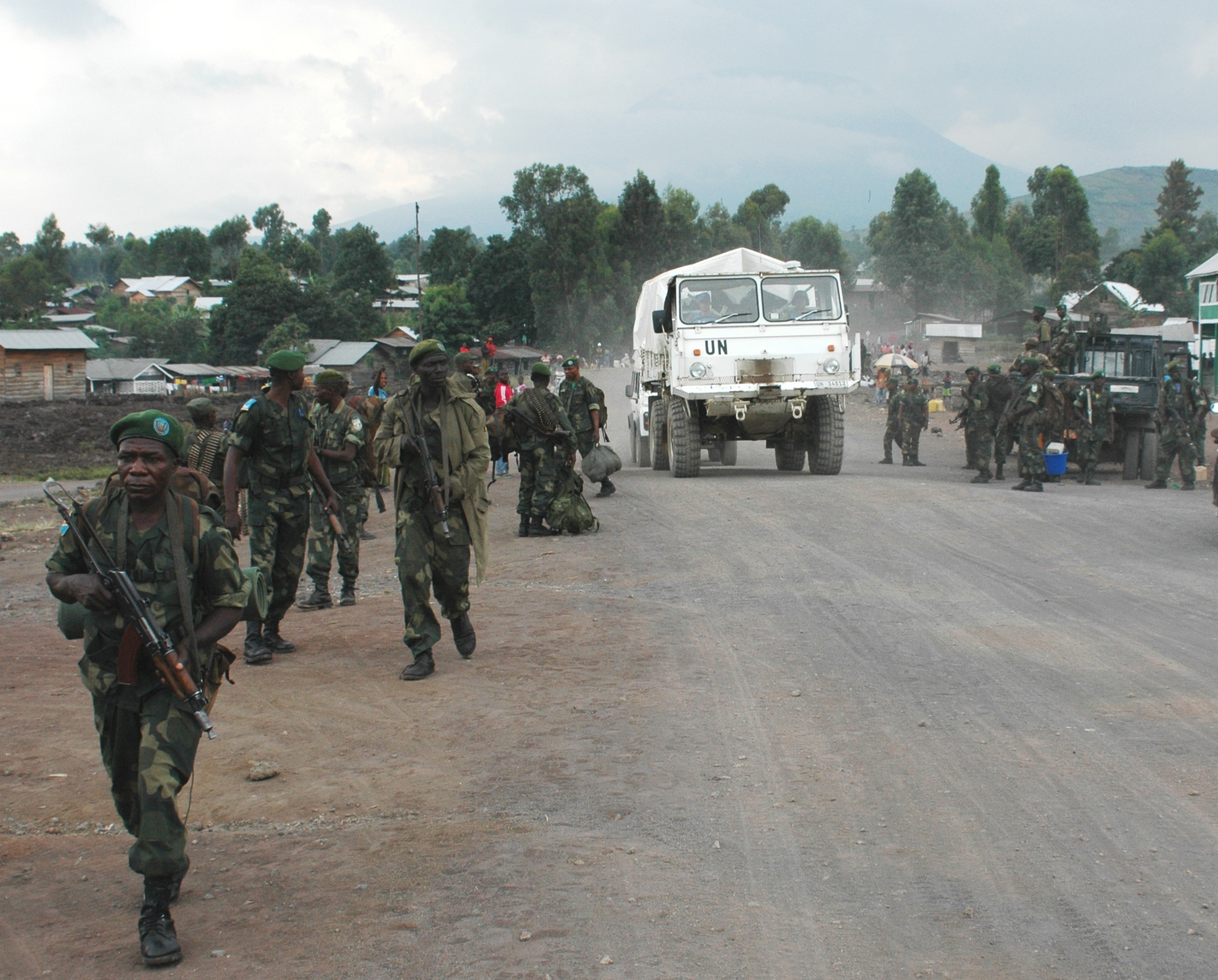
Llegada de refuerzos del ejército congoleño a Goma

El 15 de noviembre, los helicópteros de la MONUSCO se desplegaron para apoyar a las fuerzas del gobierno cuando luchaban para aplazar un ataque rebelde al sur de Kibumba, volando 17 vuelos de combate y disparando más de 500 cohetes y misiles. El asalto de las Naciones Unidas y del ejército congoleño combinado mató a aproximadamente 64 luchadores del M23. Sin embargo, los rebeldes reanudaron su ofensiva al día siguiente y en números más grandes; su avance los puso dentro de 18 millas de Goma. El ejército congoleño se retiró bajo el fuego pesado a las afueras del sur de Kibumba siendo hecho retroceder por los rebeldes según el gobernador provincial. El ejército del gobierno comenzó a reagruparse alrededor de la ciudad cercana de Kilimanyoka después de la marcha atrás. Más tarde los rebeldes afirmaron haber tomado el control de Kibumba, pero dijeron que no tenían planes de ataque a Goma. Un portavoz de las Naciones Unidas dijo que el M23 parecía estar bien equipado con equipos de visión nocturna y morteros de 120 mm.
El 18 de noviembre, se relató que las tropas congoleñas y la administración del gobierno abandonaban Goma de prisa ya que el M23 estaba a las puertas de la ciudad. El gobernador de Kivu Norte se fue en un barco en camino a Kivu Sur. Las tropas de las Naciones Unidas no reaccionaron cuando los rebeldes hacían su camino a Goma. Al día siguiente, el M23 exigió que las negociaciones de paz fueran abiertas por el gobierno congoleño, o se intensificarían los enfrentamientos.

#### Toma de Goma

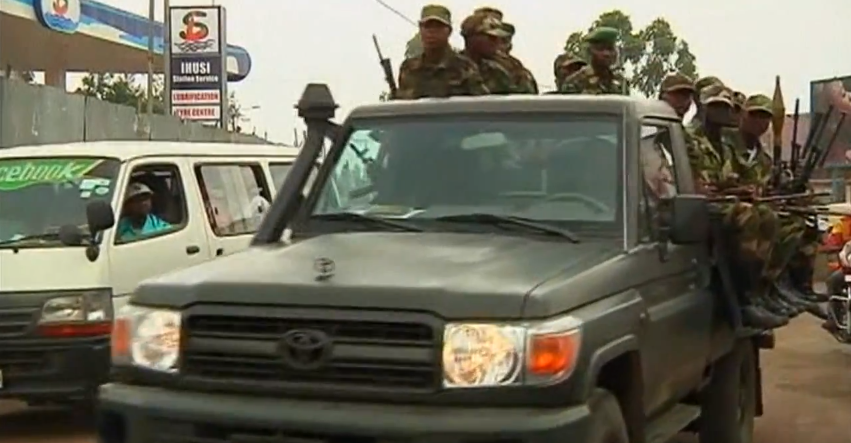
Rebeldes del M23 en Goma

Las fuerzas del M23 comenzaron un asalto contra posiciones del ejército en Goma el 19 de noviembre, enviando cáscaras de mortero y fuego de ametralladora a la ciudad que todavía estaba siendo defendida por el ejército del gobierno. El portavoz del M23, Tte Cnel Vianney Kazarma dijo que "Los enfrentamientos ya habían comenzado en las calles de Goma en la mañana". El portavoz del gobierno confirmó la declaración, "Todavía debemos parar este ataque; no han tomado Goma aún". Se relató que las unidades de ejército congoleño sostenían posiciones defensivas en el centro de la ciudad y el aeropuerto armados con tanques y ametralladoras.
Las fuerzas del M23 entraron en la ciudad y la tomaron el 20 de noviembre, avanzando a pie por la carretera hacia el centro de la ciudad. Los estallidos pesados del fuego de armas pequeñas se podían oír en la ciudad y cerca del aeropuerto. Se relató que el M23 había capturado el aeropuerto internacional de Goma. Aunque otros informes afirmaban que las Naciones Unidas mantenían el control en el aeropuerto bajo el mando del General Chander Prakash, comandante de las fuerzas de las Naciones Unidas en el área afirmando que el M23 atacó a las fuerzas de pacificación, pero fueron repelidas.

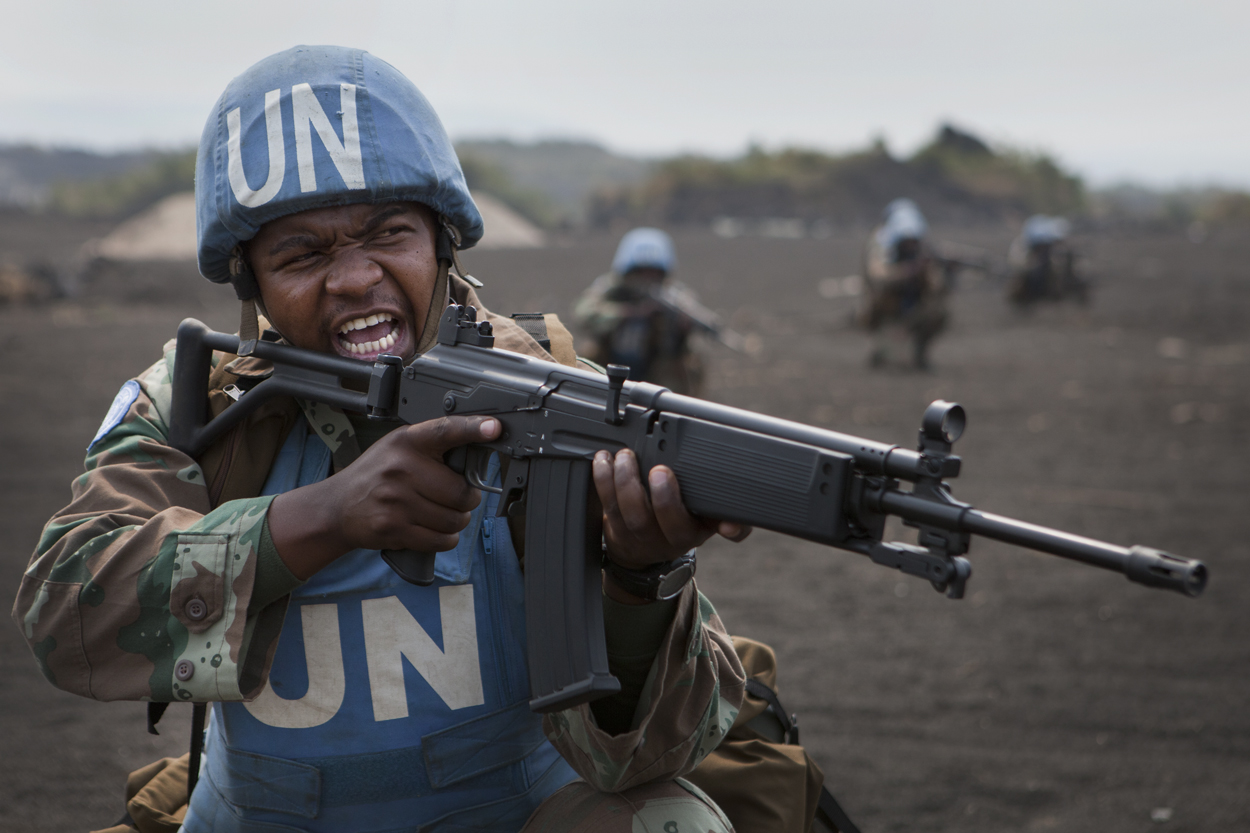
Soldado sudafricano de la MONUSCO en 2013

Las fuerzas del M23 se movieron en dos columnas pesadas, finalmente capturando la mayor parte de Goma así como un corredor fronterizo cercano con Ruanda . Algunos soldados del gobierno se quitaron sus uniformes antes de huir de la ciudad. Antes de la última hora de la mañana, las tropas del gobierno congoleño habían retrocedido al oeste de la ciudad, con muchos que abandonaron sus posiciones y se retiraban en dirección al oeste de Goma completamente. Los rebeldes marcharon por el centro de la ciudad sin un tiro disparado cuando el ejército del gobierno huyó y las fuerzas de pacificación de las Naciones Unidas se retiraron.
La policía local se rindió en sus puestos y sus armas fueron entregadas sin resistencia. El M23 hizo una declaración: "La ciudad de Goma cayó a las 11:33 hora local, a pesar de los helicópteros de ataque, a pesar de las armas pesadas, el ejército nacional ha dejado a la ciudad caer en nuestras manos".
Reuters informó sobre la escena y confirmó que los soldados del M23 se encontraban ahí armados y andando a través de la ciudad, y que las fuerzas de pacificación de las Naciones Unidas no presentaban resistencia al avance del M23 a través de la ciudad. Algunos residentes de la ciudad salieron a las calles para saludar a los rebeldes que llegaban a la ciudad. Después de que las guardias de la prisión local huyeran de Goma junto con el ejército nacional, más de mil presos criminales se escaparon a través de un agujero en la pared carcelaria. Los rebeldes ordenaron que los funcionarios trabajaran, advirtiendo que no tolerarían la corrupción, y permitieron que las tropas de las Naciones Unidas siguieran patrullando las calles.
El presidente de la RDC Joseph Kabila impulsó a la gente de la ciudad a "resistir". El portavoz de las Naciones Unidas, Eduardo del Buey dijo que las fuerzas de pacificación "no podían subsistir sin el ejército nacional", también añadió que las 1,500 tropas de las Naciones Unidas en Goma no mantuvieron su fuego porque no quisieron arriesgar vidas civiles. El secretario general de la ONU Ban Ki-moon criticó al M23 por violaciones a los derechos humanos en su entrada a la ciudad, incluso la destrucción de la propiedad, "intimidación de periodistas" y el rapto de mujeres y niños. Tras señalar que la Primera Guerra del Congo había comenzado con combates en la misma región, el New York Times describió la toma de Goma como "que plantea serias dudas sobre la estabilidad del Congo en su conjunto".

#### Continúan los enfrentamientos

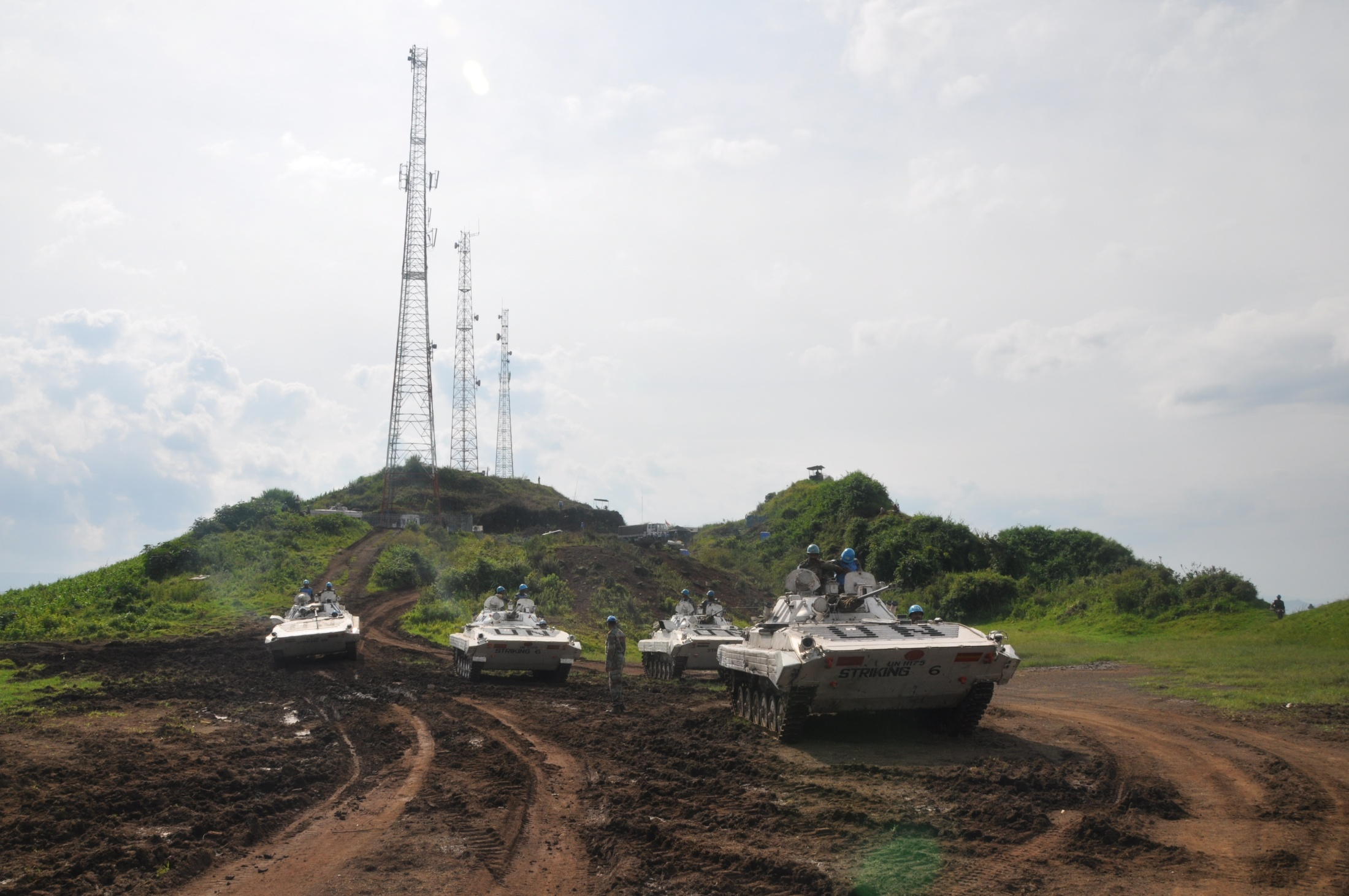
APVs de la MONUSCO en el Congo

Casi 3,000 miembros del ejército congoleño y policías cambiaron de bando en Goma el 20 de noviembre y se afiliaron a los rebeldes del M23, tomando el control de más ciudades del este del Congo y declarando su intención de derrocar al gobierno nacional. Las fuerzas del M23 comenzaron a avanzar hacia la ciudad de Bukavu, capital de Kivu Sur, el 21 de noviembre anunciaron su siguiente objetivo intencionado después de Bukavu que era la ciudad de Kisangani, la capital de la Provincia oriental.
Las fuerzas del gobierno, a pesar de haberse retirado, lanzaron un contraataque para volver a tomar la ciudad de Goma el 22 de noviembre llevando a choques pesados con fuerzas del M23 que allí se encontraban. El contraataque sorpresa fue repelido por los rebeldes y los soldados hambrientos del gobierno hicieron una retirada desorganizada hacia la ciudad de Minova que quedaba a aproximadamente 50 km de Goma, donde se emborracharon y según se informa comenzaron a violar, zanquear y a amenazar civiles, las acusaciones fueron confirmadas por una fuente de las Naciones Unidas que los describió como "enojados y paranoides" y contrastó su aspecto con la disciplina aparente en las filas rebeldes. Las tropas continuaron violando a mujeres y niñas civiles locales de manera sistemática durante tres días, lo que provocó la indignación internacional.
La "ONU condenó la atrocidad como "horrible" en su escala y naturaleza sistemática". La oficina de la American Bar Association en Goma identificó a 1.014 víctimas, pero la ONU tenía una lista final de 126. El ejército de la RDC procesó a los oficiales en 2014 en lo que se llamó como el juicio de Minova, el juicio de violación más grande en la historia de la República Democrática del Congo. Solo algunos oficiales subalternos fueron condenados. No ha habido suficiente apoyo financiero para las mujeres que fueron víctimas, y han tenido protección insuficiente para ellas en los años posteriores.

### Negociaciones de paz y retirada del M23

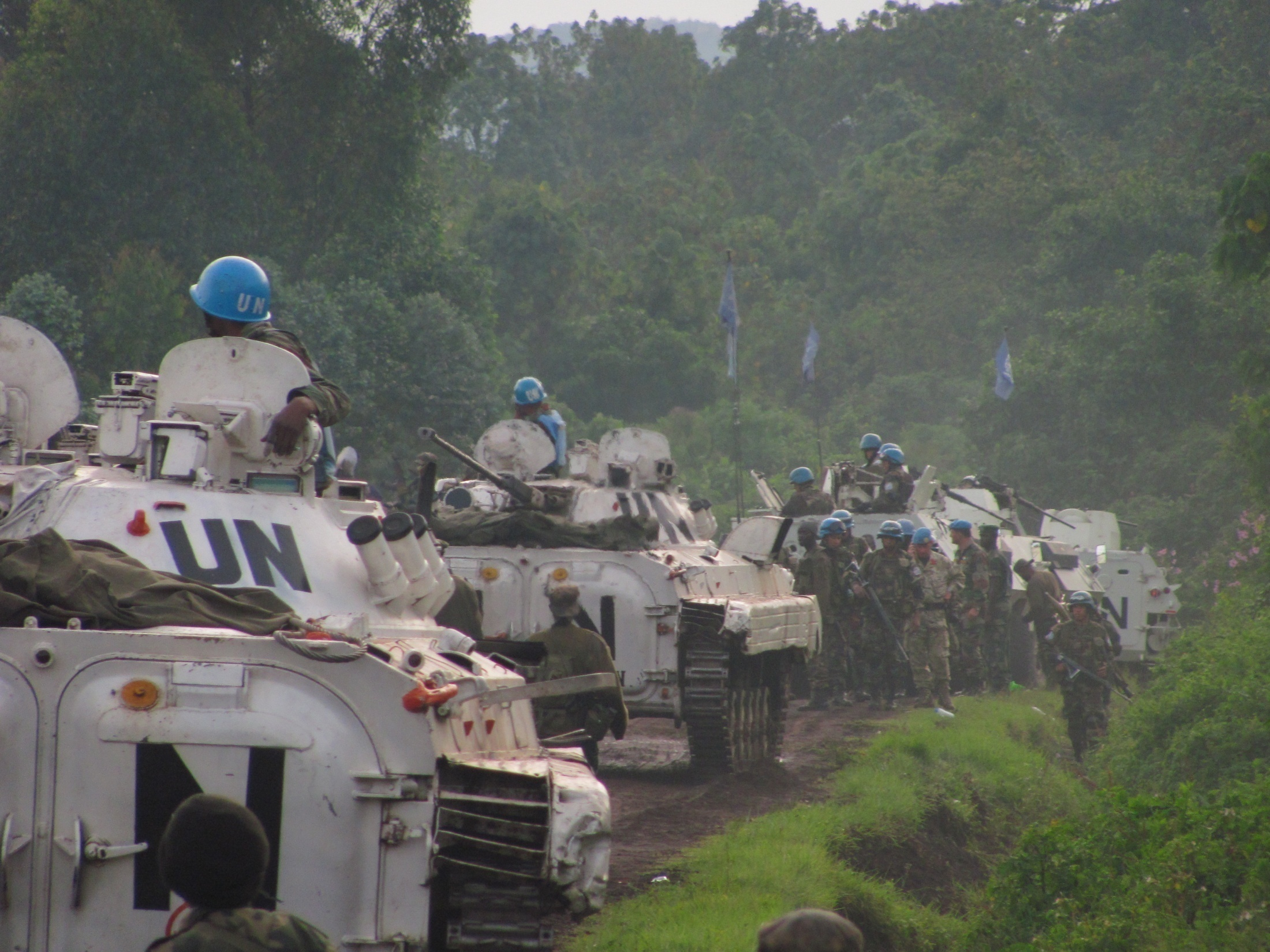
Tropas de la MONUSCO alrededor de Goma en 2012

Según el jefe de la fuerza por la defensa de la gente de Uganda, el líder del M23 se encontró con él y consintió en dejarle mediar, el M23 estaba de acuerdo con la retirada de sus fuerzas de Goma y Sake en principio, aunque un margen de tiempo no pareciera haberse convenido. Sin embargo, un portavoz militar de la RDC afirmó que el M23 había rechazado abandonar Goma y en consecuencia dijo que eso era como una declaración de guerra, y que se tenía la intención de reanudar los combates. Sin embargo, al día siguiente la situación pareció aliviar, con el M23 que estaba de acuerdo con una retirada del territorio capturado, con la intención de finalmente abandonar Goma y volver a sus posiciones originales antes de que tomaran la ciudad.
El 1 de diciembre, los rebeldes del M23 salieron de Goma, más tarde la ciudad quedó bajo el control del ejército congoleño.

### Acuerdo de paz
El 24 de febrero de 2013, los líderes de 11 naciones africanas firmaron un acuerdo diseñado para traer la paz a la región del este de la República Democrática del Congo. Entre los firmantes estaban Ruanda y Uganda, ambos acusados de ayudar a la rebelión, algo que ambas naciones niegan.
El acuerdo, que fue hecho por las Naciones Unidas, consiste en dos principales partes. En primer lugar, pide que el RDC ponga en práctica reformas de seguridad, trabajo para reforzar a su gobierno y aumento en la cooperación con sus vecinos. En segundo lugar, pide que los países vecinos apoyen a la reforma de ciertas organizaciones en la RDC, pero que se abstengan por otra parte de interferir con asuntos internos de la RDC. También abre la posibilidad de una brigada de intervención de las Naciones Unidas establecida en la región.
Varios países africanos hablaron de crear una fuerza de intervención, que, de ser formada, tendría 17,000 militares de las Naciones Unidas que ya trabajaban en el área. Los rebeldes del M23 no estaban representaron en las negociaciones del acuerdo o en la firma. El portavoz del M23, Bertrand Bisimwa, dijo que no había leído el acuerdo, pero que esperaba que no reavivara los combates.
El secretario general de la ONU Ban Ki-moon dijo que esperaba que el acuerdo estuviera acompañado de "una era de paz y estabilidad" para la región de los Grandes Lagos de África, pero advirtió que el acuerdo "sólo es el principio de un enfoque completo que requerirá el compromiso sostenido". También dijo que unos enviados especiales se desplegarían en el Congo en el futuro próximo. La embajadora de los Estados Unidos en las Naciones Unidas, Susan Rice dijo que daba la bienvenida al acuerdo y pidió que el gobierno congoleño siguiera trabajando para conseguir la paz.
En una declaración, los líderes de la Unión Europea, Catherine Ashton y Andris Piebalgs llamaron al acuerdo y al envío de enviados especiales en un futuro próximo de las Naciones Unidas "pasos importantes" en el proceso de paz y alabaron el espíritu de "la vecindad buena" demostrada. Sin embargo, el analista regional Theodore Trefon dijo que el acuerdo no era una solución a largo plazo. "No va a ser capaz de imponer la paz desde encima o el exterior en la gente que no quiere la paz", comentó. En su blog sobre el Congo, Jason Stearns estaba de acuerdo con que el tratado de paz no iba a dar una paz duradera. O más exactamente: no lo sabemos aún. "El acuerdo es más una declaración de principios que un plan de acción concreto", según Jason.

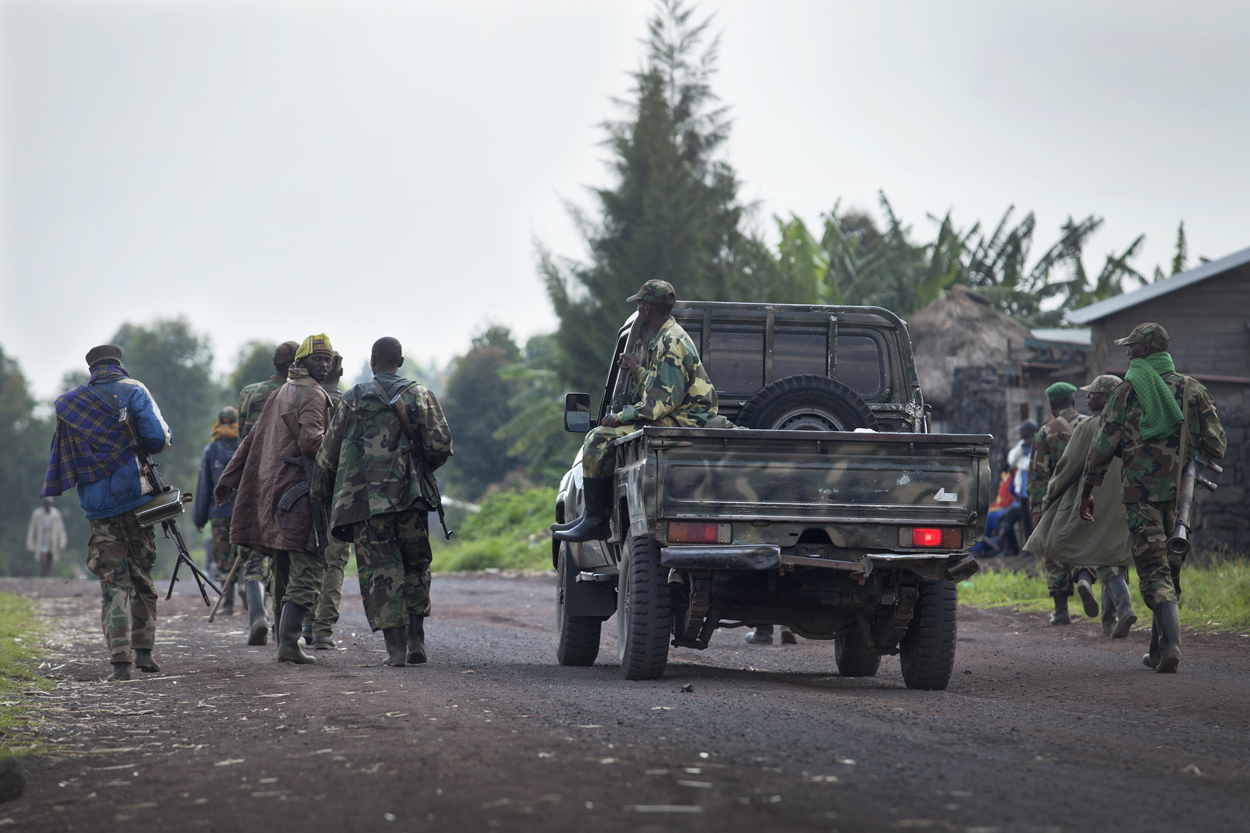
Rebeldes del M23 con un vehículo táctico en Goma, 2013

Por separado, las negociaciones entre los líderes del gobierno y los rebeldes congoleños siguieron en la vecina Uganda. El vicepresidente de Ugandan Edward Ssekandi dijo que las discusiones habían sido productivas hasta ese momento. Joseph Kabila dijo que las negociaciones seguirían, pero dijo que el tiempo se agotaba para llegar a un acuerdo, citando la fecha límite del 15 de marzo para las conversaciones.
El 18 de marzo de 2013, Bosco Ntaganda se entregó en la embajada estadounidense en Kigali, Ruanda, donde solicitó la transferencia al Tribunal Criminal internacional en La Haya. Aunque las razones de su rendición sean desconocidas se especuló que fue presionado por Ruanda o temió una lucha dentro del movimiento M23 entre él y el líder militar del movimiento, Sultani Makenga, que había obligado recientemente a las fuerzas de Ntaganda a huir de la RDC a Ruanda. Los Estados Unidos habían colocado a Ntaganda en su lista del programa de recompensas de criminales de guerra. El 22 de marzo, fue detenido por el programa de criminales de guerra. Cuatro días más tarde, hizo su primera aparición delante del Tribunal.

### Choques internos
El 25 de febrero, el desacuerdo entre facciones del M23 sobre cómo reaccionar al acuerdo de paz llevó a la violencia. El líder político del M23, Jean-Marie Runiga Lugerero, se despidió. En una declaración filmada por el líder militar del M23, Sultani Makenga, Runiga fue acusado de traición debido a "malversación financiera, divisiones, odio étnico, engaño e inmadurez política". Makenga se declaró líder interino y se dieron choques entre los leales con Sultani Makenga y los leales con Jean-Marie Runiga Lugerero, que se aliaron con Bosco Ntaganda, en consecuencia se declararon diez hombres muertos y dos hospitalizados. El M23 negó haber sido golpeado por la disidencia.

### Brigada de intervención de las Naciones Unidas

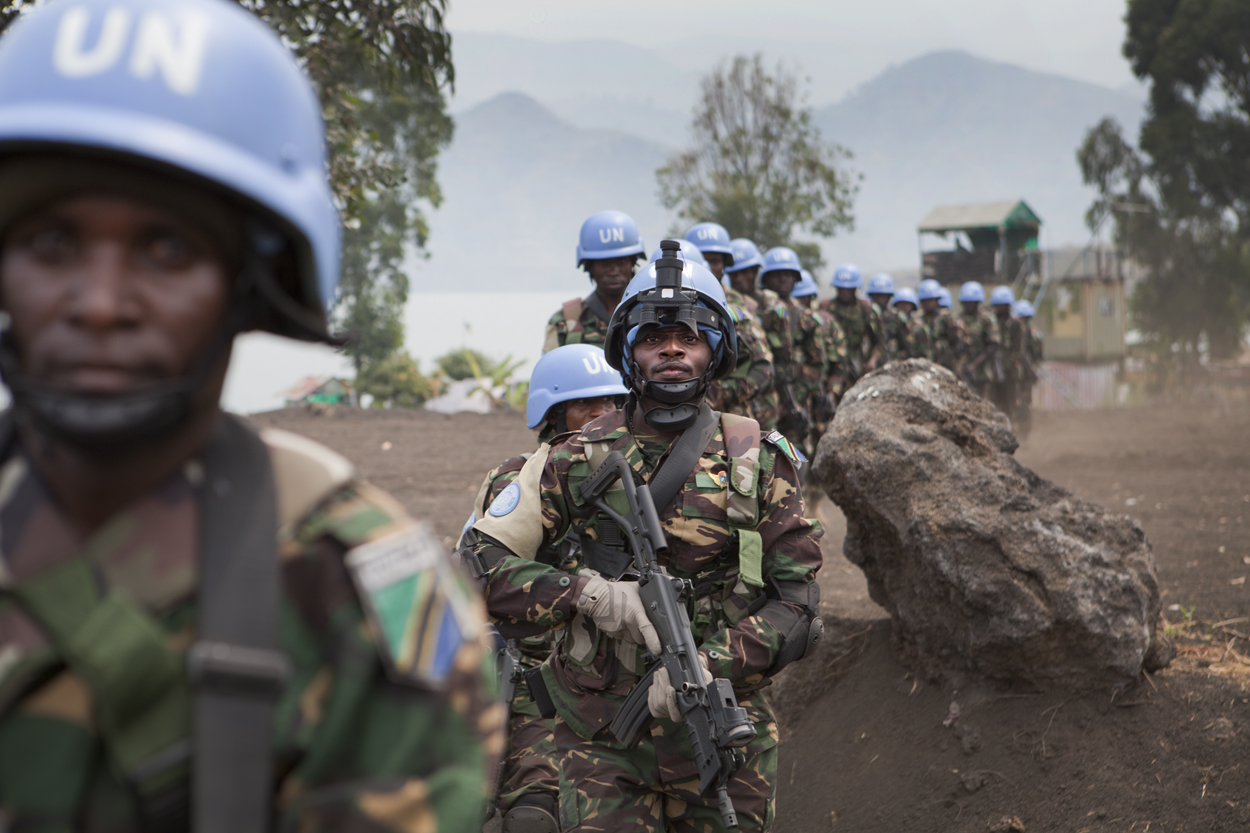
Soldados de fuerzas especiales de Tanzania prestando servicio en la MONUSCO

En marzo de 2013, el Consejo de Seguridad de las Naciones Unidas autorizó el despliegue de una brigada de intervención dentro de la MONUSCO para realizar operaciones ofensivas, con o sin el ejército nacional congoleño, contra grupos armados que amenacen la paz en el este del Congo. La brigada está acuartelada en Kivu Norte y tiene un total de 3,069 fuerzas de pacificación. Se encarga de la neutralización de grupos armados, reduciendo la amenaza para las autoridades estatales y para la seguridad civil y para que hagan el espacio para actividades de estabilización.
En mayo de 2013, la lucha siguió por primera vez en seis meses ya que el M23 atacó a las fuerzas del gobierno al norte de Goma. Al menos 15 rebeldes y cuatro soldados del gobierno murieron en los enfrentamientos del 20 de mayo cuando ambos lados intercambiaron fuego de artillería en la ciudad de Mutaho cerca de Goma después de que los rebeldes trataran de volver a tomar la ciudad de Mutaho que recientemente el gobierno congoleño les había quitado.
Los choques otra vez estallaron en julio de 2013, el M23 dijo que era un intento por repeler un asalto del ejército que implicaba aviones y artillería. Las fuerzas del Gobierno usaron armas pesadas contra los rebeldes en la ciudad de Muja, al norte de Goma. Un portavoz del gobierno afirmó que 120 miembros del M23 murieron, y 10 soldados también murieron. La aclaración no se pudo verificar independientemente. El ejército congoleño fue acusado por Naciones Unidas de torturar a detenidos del M23 y profanación de cadáveres de combatientes del M23. El 24 de julio de 2013 helicópteros Mil Mi-24 del ejército nacional, pilotados por soldados ucranianos a altitudes altas, infligieron pesadas bajas civiles cerca del pueblo de Rumangabo.
El 30 de julio el grupo dio un ultimátum de 48 horas a las Naciones Unidas para dejar el área de Goma o usaría la fuerza. Entre el 21 y 29 de agosto, los enfrentamientos pesados fuera de Goma dejaron a 57 rebeldes, 10–23 soldados del gobierno, 14 civiles y fuerzas de pacificación de las Naciones Unidas de Tanzania muertas. 720 soldados del gobierno y 10 soldados de las fuerzas de pacificación de las Naciones Unidas también quedaron heridos.

### Ofensiva del ejército congoleño
A finales de octubre, el ejército congoleño capturó dos ciudades que estaban controladas por los rebeldes del M23: Kiwanja y Buhumba, ambas ciudades estaban en el área de Rutshuru en la provincia del Norte de Kivu, cerca de la frontera con Ruanda.
En octubre de 2013, el Congo dijo a las Naciones Unidas que el movimiento terminó de ser empujado hacia atrás de su posición clave en el Monte Hehu y Rumanagabo, al norte de Goma, a un enclave cerca de Ruanda. El ejército congoleño también recuperó las ciudades de Kiwanja y Rutshuru y descubrió fosas comunes. El 30 de octubre, la primera ciudad en ser tomada por los rebeldes en 2012 fue asaltada por tropas congoleñas apoyadas por las Naciones Unidas ya que los rebeldes abandonaron Bunagana.
Al día siguiente los rebeldes piden un alto al fuego pero el ejército congoleño los bombardea, y al mismo tiempo dieron inicio a una nueva ofensiva el 3 de noviembre en las colinas alrededor de la frontera con Uganda y Ruanda, el líder del M23, Bertrand Bisimwa llamó a "inmediatamente poner fin a las hostilidades", también pidió facilitar las negociaciones de paz y pidió a Kampala el despliegue de mecanismos para supervisar el alto el fuego.
A pesar de las llamadas, el ejército acusó a los rebeldes de bombardear Bunagana. El portavoz del ejército Olivier Hamuli dijo: "Esto no es lucha, son bombas lanzadas por el M23 que apuntan a la población de Bunagana. Apuntan a civiles". A la inversa, los rebeldes dijeron que atacaron con armas pesadas. Radio Okapi informó que cuatro civiles murieron y 10 otros quedaron heridos en Bunagana el 4 de noviembre. Las Naciones Unidas, la UE y los enviados de la UA impulsaron ambos lados a no deshacer el progreso hecho en las negociaciones de paz y que el M23 debería renunciar a su rebelión y el ejército debería aplazar la operación militar adicional.

#### Rendición de los rebeldes

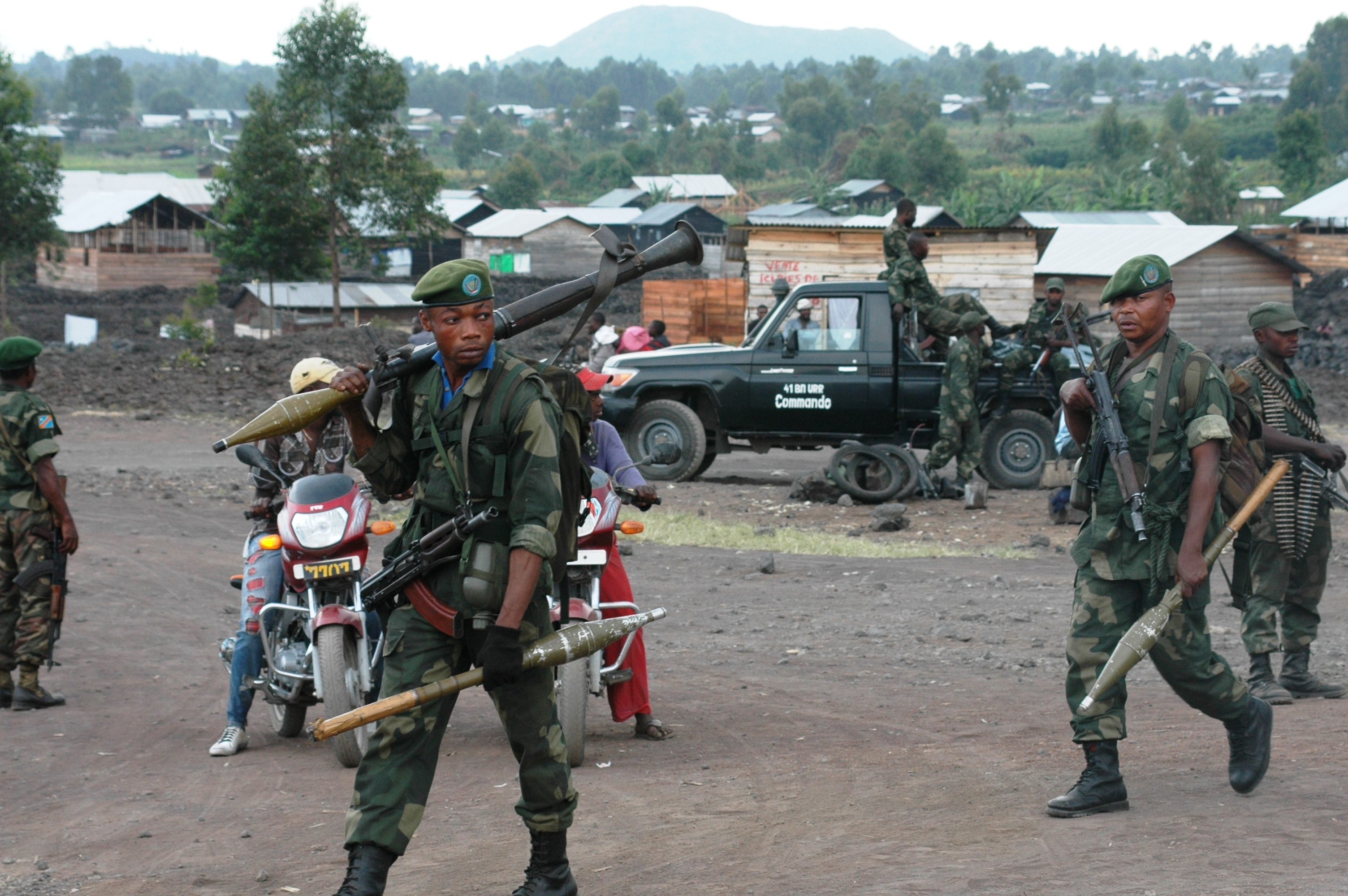
Tropas del ejército congoleño entran a Goma en mayo de 2013

Al día siguiente, después de la ofensiva apoyada por las Naciones Unidas de dos semanas el gobierno afirmó haber derrotado a los rebeldes, ya que el grupo dijo que terminaba con su rebelión y se desarmaría y desmovilizaría sus fuerzas a fin de perseguir una solución política. El anuncio vino horas después de que sus luchadores se condujeran a sus dos últimas fortalezas de Tshanzu y Runyoni en aproximadamente a las 3:00. Bisimiwa publicó una declaración: "Se solicita que el jefe de estado mayor y los comandantes de todas las unidades principales preparen a las tropas para el desarme, desmovilización y reintegración en términos para concordarse con el gobierno del Congo".
El portavoz del gobierno Laurent Mende dijo que muchos luchadores rebeldes se rendían y que el Congo estaba listo para perseguir negociaciones de paz. El enviado especial estadounidense para la región de los Grandes Lagos africanos dijo en Pretoria: "En una región que ha sufrido tanto, esto es obviamente un paso positivo significativo en la dirección correcta". El 6 de noviembre de 2013, los rebeldes del 23 de marzo huyeron del país. Al día siguiente, los rebeldes se rindieron en el Parque Nacional del Gorila Mgahinga en Uganda, se estima que aproximadamente 1,500 luchadores se rindieron en el lugar, esto incluyó a Sultani Makenga. La rendición del M23 provocó muchas preguntas sobre la responsabilidad legal para los líderes militares, como Makenga, también para los combatientes de niveles inferiores y otras fuerzas en conflicto.

### Acuerdo
En una reunión en Entebbe, Uganda, la delegación del gobierno congoleña dejó las conversaciones de paz después de haber expresado su inconformidad con algunos de los puntos del documento de rendición de la rebelión. El portavoz del gobierno Lambert Mende dijo que parecía que Uganda ya había tomado parte en el conflicto y que estaba a favor de los rebeldes del M23. Al mismo tiempo, debido a la inconformidad no fueron establecidas nuevas fechas para volverse a reunir.
El presidente de Uganda, Yoweri Museveni, también fue acusado de subvertir a la Comunidad de África Oriental al marginar a los líderes de Burundi y Tanzania al no invitarlos a las conversaciones. El líder del Freedon and Unity Front, el general David Sejusa, dijo: "Él comenzó esa rebelión. Les dio armas, les dio apoyo financiero, les dio equipo y les dio uniformes. Por lo tanto, no es como si estuviera pintado de azul. Pero, entonces, el camaleón que es, se da vuelta y luego se muestra como si fuera él quien quiere traer la paz ".
El 12 de diciembre de 2013, el portavoz del presidente de Kenia Uhuru Kenyatta, Manoah Esipisu, dijo que se había firmado un acuerdo en Nairobi entre el gobierno de la República Democrática del Congo y el movimiento M23.
A pesar del acuerdo, hubo dificultades para pacificar la región. Durante el fin de semana del 14 al 15 de diciembre, se descubrió que al menos 21 personas fueron asesinadas a hachazos en la zona, aunque no se supo nada sobre los perpetradores. También hubo preocupaciones sobre los soldados de la RDC y los soldados del M23 que se encontraban en Uganda y Ruanda y el temor a una renovada inestabilidad. Además, el 2 de enero, el coronel Mamadou Ndala, que ayudó a dirigir las operaciones en contra del M23, fue asesinado en la provincia de Kivu del Norte. por las Fuerzas-NALU democráticas Aliadas (ADF-NALU).

## Alegaciones sobre la participación de Ruanda
Un Informe de la ONU declaró que los rebeldes conseguían el apoyo de Ruanda. Según el gobierno de la RDC, 25 miembros del M23 se habían rendido como parte de un total de más de 370 soldados del M23 que se habían rendido según se afirmó el 25 de junio. El 19 de noviembre, Ruanda afirmó que el gobierno de la RDC atacaba con tanques y cáscaras de mortero a través de la frontera en su territorio. El gobierno de la RDC confirmó el incidente, pero afirmó que la RDC tenía todo el derecho de intervenir en Ruanda ya que Ruanda había dejado que su país se volviera un escondrijo y una base para lanzar ataques a la RDC.
El gobierno estadounidense anunció el 21 de julio que cortaría la ayuda militar a Ruanda. El embajador de la libertad estadounidense en cuestiones de crímenes de guerra, Stephen Rapp, declaró que las autoridades de Ruanda podrían ser acusadas por crímenes de guerra "de instigación y complicidad": "Hay una línea que no se puede cruzar bajo el derecho internacional y es apoyar a un grupo que comete atrocidades y peor aún saber lo que hacen". Los Estados Unidos citaron el apoyo de Ruanda a la milicia M23, y condenaron el apoyo a una milicia que usaba niños soldados.
Ruanda negó que apoyara a los rebeldes, llamando a las acusaciones como una tentativa de hacer a la nación una "cabeza de turco" para los problemas de la RDC. El SANDF dijo que era incapaz de confirmar que Ruanda había apoyado al M23.
El 30 de noviembre de 2012, la secretaria de desarrollo internacional del Reino Unido, Justine Greening, declaró que el gobierno del Reino Unido decidió retener un pago de ayuda en dólares multimillonario a Ruanda debido a las acusaciones de que esta nación apoyaba a los rebeldes del M23. La Ministra de Asuntos Exteriores de Ruandan, Louise Mushikiwabo, contestó que la medida estaba basada en acusaciones de informes defectuosos que habían dicho durante los seis meses pasados que eran incorrectos.